# Pilotis
Pilotis (frz. maskulin, dt. Pfahlwerk) ist in der modernen Architektur die Bezeichnung für eine offene bzw. sichtbare Pfeilerkonstruktion des Erdgeschosses. Der schweizerisch-französische Architekt Le Corbusier führte den Fachbegriff ein, den er in seinen cinq points erläuterte.

## Beispiele

### Le Corbusier

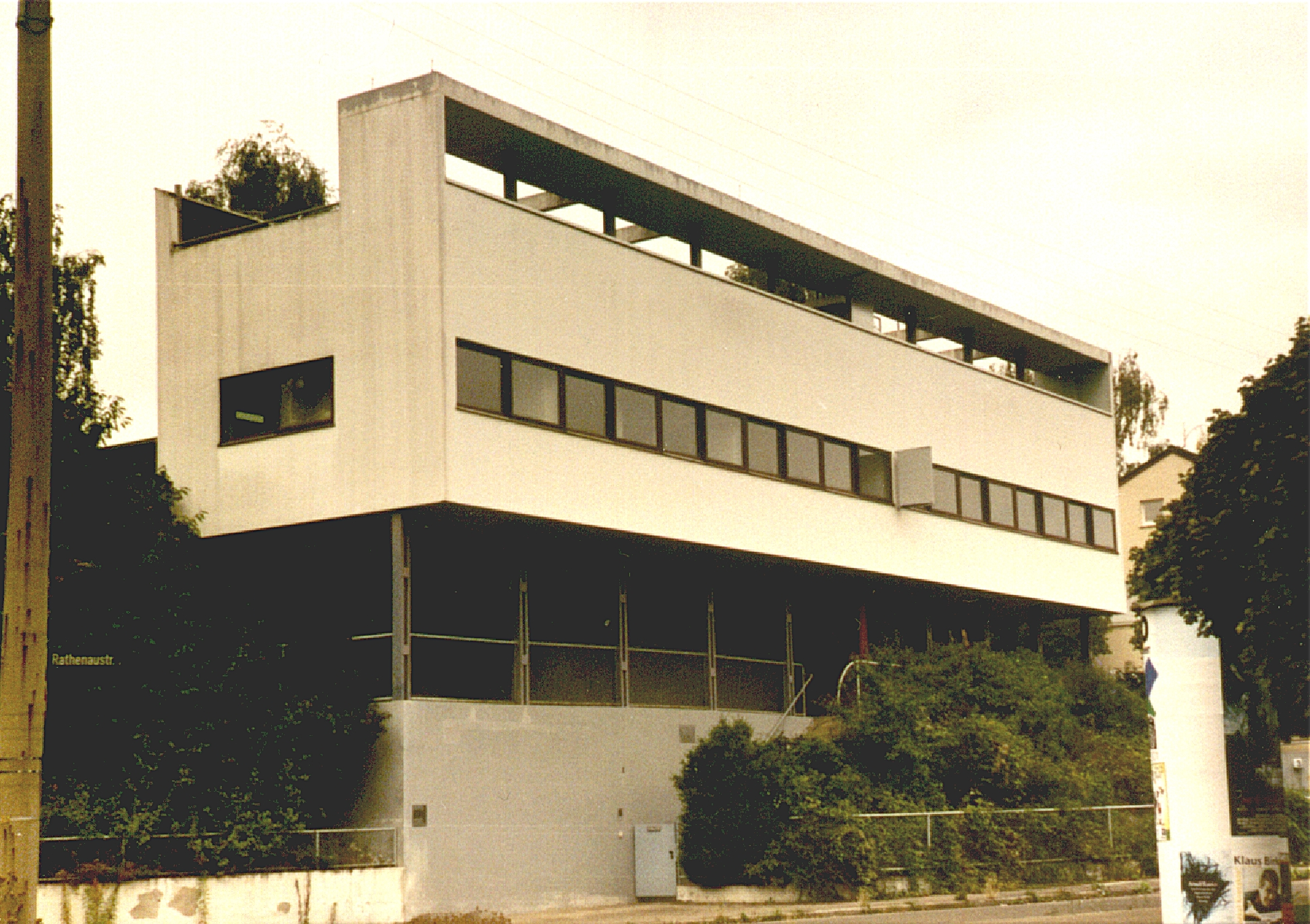
Doppelhaus (1927) in der Weißenhofsiedlung, Stuttgart
Villa Savoye (1928–1931), Poissy-sur-Seine
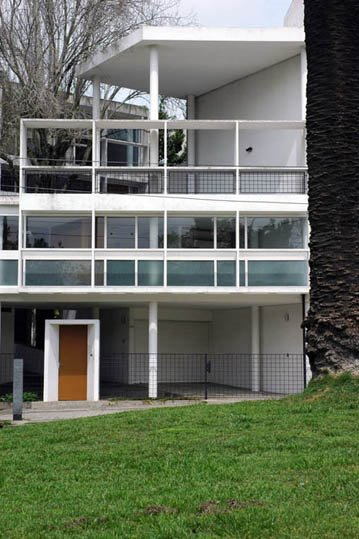
Casa Curutchet (1949–1953), La Plata
Kloster Sainte-Marie de la Tourette (1956–1960), Éveux

### Weitere Architekten

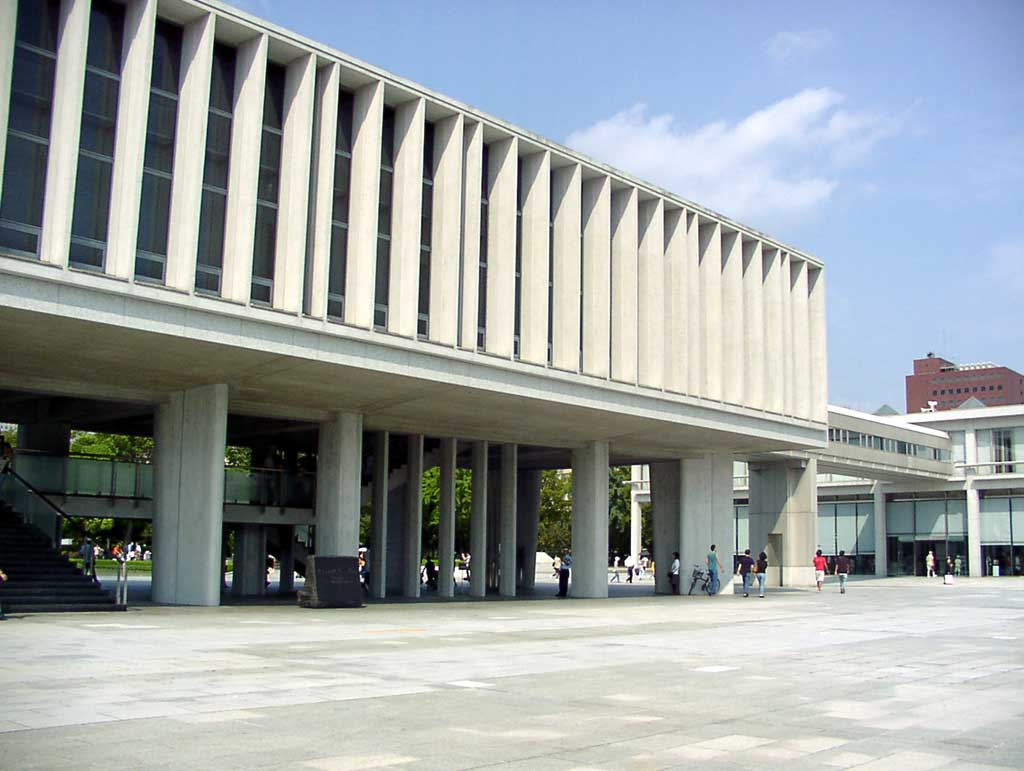
Friedensmuseum Hiroshima (1955)
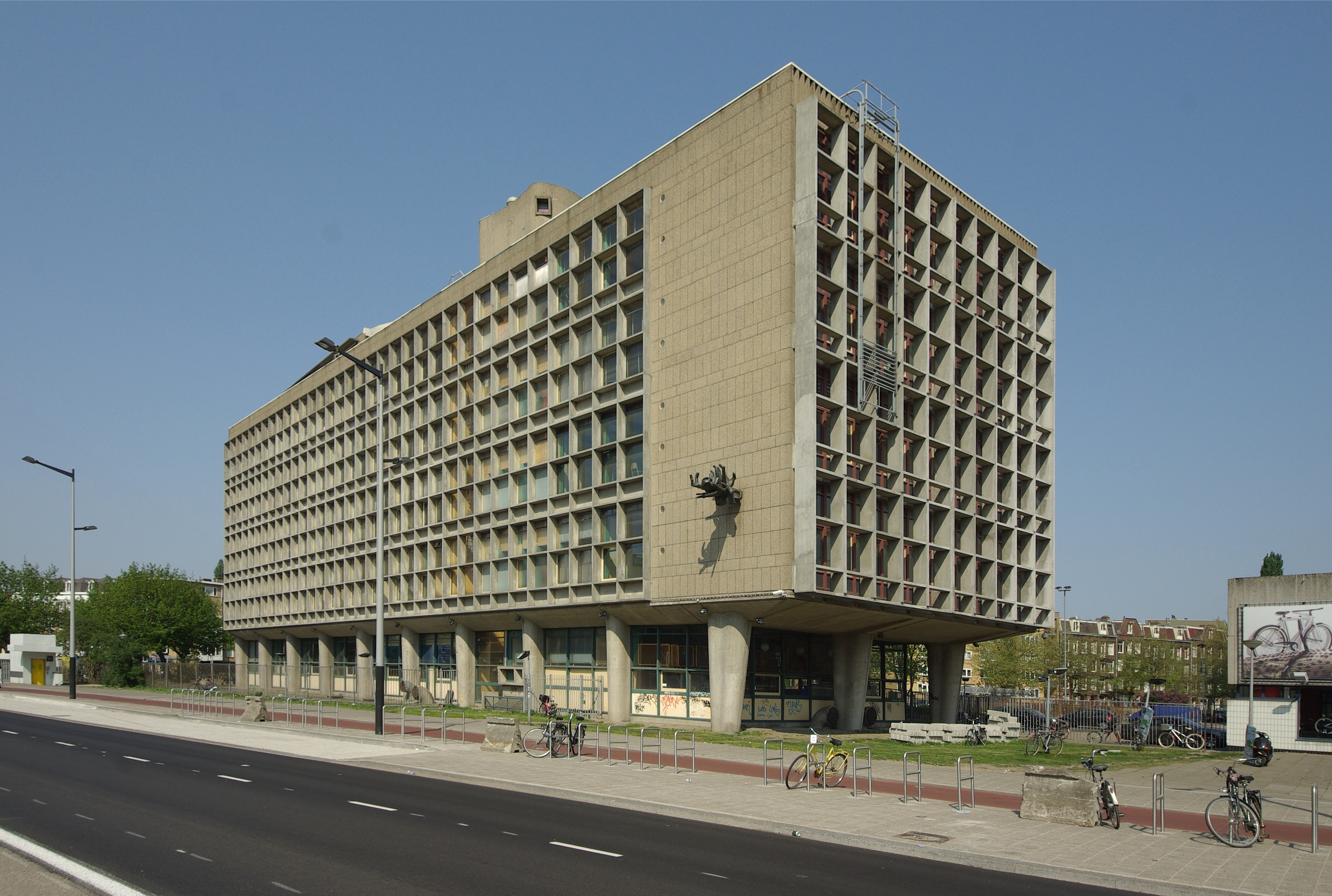
LTS Patrimonium (1952–1956), Amsterdam
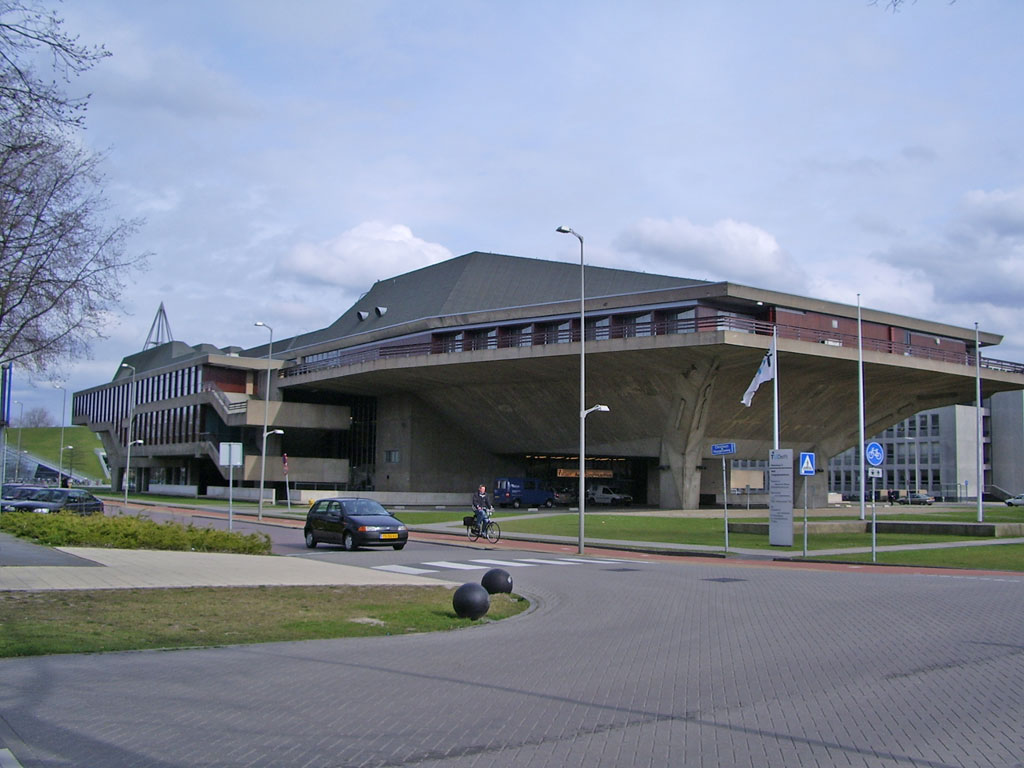
Aula der Technischen Universität Delft (1959–1966)
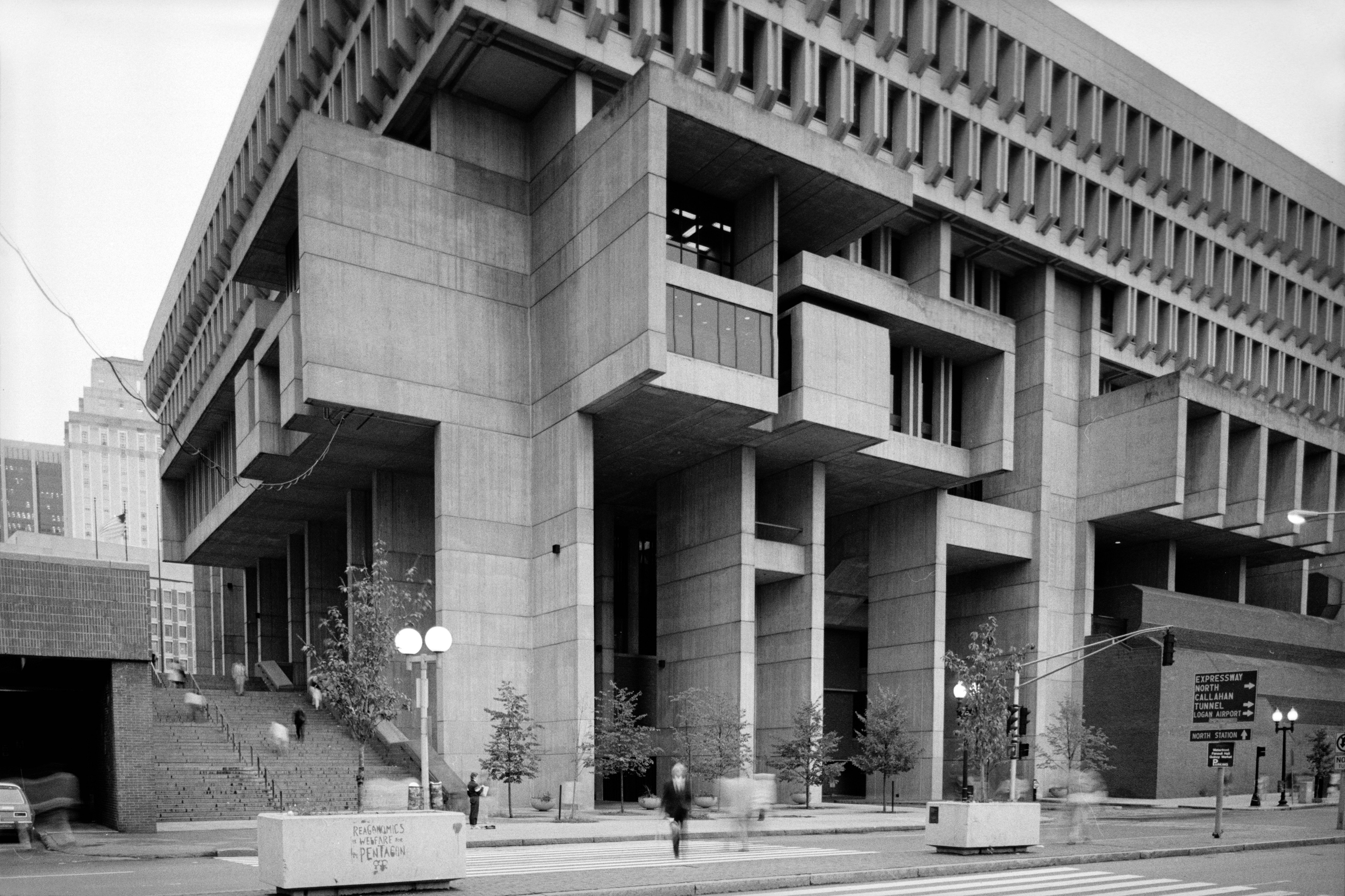
City Hall (1969), Boston